# Autsajder
Autsajder – album studyjny zespołu Dżem, wydany w grudniu 1993 roku.
Nagrań dokonano w Studio J.M. Audio Jacka Mastykarza w Krakowie w październiku 1993. Realizatorem dźwięku był Piotr Brzeziński przy współpracy Wojciecha Siwieckiego. Projekt okładki – Jerzy Linder i Jacek „Rubens” Rubacha. Jest to ostatni album Dżemu wydany za życia Ryszarda Riedla.

## Lista utworów
1. „A jednak czegoś żal” (muz. A. Otręba, sł. R. Riedel) – (05:20)
2. „Prokurator i ja” (muz. B. Otręba, sł. M. Bochenek) – (04:58)
3. „Noc i rytm” (muz. A. Otręba, sł. D. Dusza) – (05:40)
4. „Autsajder” (muz. B. Otręba, sł. M. Bochenek) – (06:42)
5. „Wieczny pechowiec” (muz. B. Otręba) – (05:00)
6. „Płyń mój bluesie płyń” (muz. B. Otręba, sł. R. Riedel) – (05:22)
7. „Piosenka ekologiczna” (muz. B. Otręba, sł. R. Riedel) – (03:40)
8. „Cała w trawie” (muz. B. Otręba, sł. R. Riedel) – (06:39)
9. „Obłuda” (muz. B. Otręba, sł. K. Galaś) – (07:00)

Wersja kasetowa nie zawiera utworu „Wieczny pechowiec”

## Muzycy
- Paweł Berger – instrumenty klawiszowe
- Adam Otręba – gitara
- Beno Otręba – gitara basowa, śpiew
- Ryszard Riedel – śpiew
- Jerzy Styczyński – gitara
- Zbigniew Szczerbiński – perkusja

oraz gościnnie
- Krzysztof „pARTyzanT” Toczko – akordeon (utwór „Autsajder”)

## Wydawnictwa
- MC Dum Dum Records 004; grudzień 1993
- CD Dżem S.C. DSCD 006; grudzień 1993
- CD Ania Box Music CD-ABM 028; kwiecień 1995
- MC Ania Box Music MC-ABM 032; kwiecień 1995
- CD Box Music BSCD-011; wrzesień 1997
- MC Box Music BSMC-011;
- CD Pomaton EMI/Box Music 4979132; 2 listopada 1998
- MC Pomaton EMI/Box Music 4979134; 2 listopada 1998
- CD Pomaton EMI 5938522; 27 września 2003 (jako BOX 2CD wraz z albumem Lunatycy – czyli tzw. przeboje całkiem Live)